# A fost odată ca niciodată (Star Trek: Voyager)
„A fost odată ca niciodată” (titlu original: „Once Upon a Time”) este al 5-lea episod din al cincilea sezon al serialului TV american științifico-fantastic Star Trek: Voyager și al 99-lea în total. A avut premiera la 11 noiembrie 1998 pe canalul UPN.
Episodul a fost regizat de John T. Kretchmer după un scenariu de Michael Taylor.

## Prezentare
Neelix are grijă de Naomi Wildman după ce mama acesteia este rănită într-o misiune de cercetare.

## Actori ocazionali
- Justin Louis - Trevis
- Nancy Hower - Ens. Samantha Wildman
- Scarlett Pomers - Naomi Wildman
- Wallace Langham - Flotter